# OPEN SESAME (漫画)
『OPENSESAME』（オープンセサミ）は河方かおるによる学園ラブコメ漫画である。『マガジンSPECIAL』2000年No.9から2008年No.5まで連載された。単行本全20巻。話数カウントは「Check-」。2010年にはマガジンSPECIALで番外編の大学編が掲載された。
タイトルの『OPEN SESAME』は、日本語直訳である「開けゴマ」の意味で名付けられたものである。登場人物のほとんどが日本に実在する船の名称を由来にしている。

## あらすじ
東海地区のボクシング新人王戦で優勝を飾った壇上大和は、家庭の事情で生まれ育った故郷の静岡県波島（この地名は実在しない）を離れ、幼馴染の葵との別れを惜しみつつ、東京都の麻布学院高校へ転校することとなった。転校先の麻布学院は非常に女子が多く、最上槙を中心として常に女子たちと対立する日々を過ごすことに……。しかし、大和には記憶がないものの、大和と槙は幼い頃に波島で会っていたのだ。少しずつ記憶を思い出し始める大和。それと同時に、徐々に槙との溝が埋まっていく。

## 舞台設定
主人公たちの在籍する麻布学院は東京都にある私立高校である。元々は中高一貫の女子校で、男子が少ない（男女比率1:9）ことから、女子生徒が権力に幅を利かせていた。

## 登場人物

### 主要人物
壇上 大和 （だんじょう やまと）
麻布学院高校に通う高校生で、この漫画の主人公。静岡県波島の波島東坂高校出身。
今どき珍しいほど非常に勝気な熱血漢であるが、他人を思いやる優しい面も持ち合わせている。
転校当初は最上槙を中心に女子生徒から嫌われていたが、その性格ゆえ徐々に打ち解けていき、クラスの人気者となっていった。
部活動を強制する教師たちと自分を退学させようとする槙と四天王（後述）の嫌がらせに対抗して自ら新設したボクシング部に所属し、かなりの実力を誇る。東海地区新人戦優勝や大学生との練習試合に勝利するなど実績がある。ただ、本人曰く「家事の才能がない」というほど家事全般は苦手である。
実家は寺で父は住職である。幼い頃に母親を亡くしている。
物語の節々で、睦月を巡るさまざまな過去の記憶を思い出していくことになる。
ストーリー終盤で最上槙と交際する。
高校卒業後は、護国寺大教育学部へ入り教師となった。
最上 槙 （もがみ まき）
麻布学院高校に通う高校生。本作のヒロイン。
最上総合病院院長の娘で、成績優秀、スポーツ万能、容姿端麗という3拍子揃った完璧な人物像である。他の女子生徒からも憧れの念を抱かれることが多い。テニス部に所属している。また、大和の怪談話を聞き、大和に抱きついたり、周囲が心霊スポットへ行く気満々のなか槙だけ嫌がるなど非常に怖がりな一面もある。
良い意味で八方美人だが、転校当時の大和とは犬猿の仲で、お互いが非常に毛嫌いしていた。しかし、その後さまざまな場面で共に行動していくうち徐々に打ち解けていった。
ストーリー終盤で壇上大和と交際する。ロングからショートヘアとなる。（単行本19〜20にかけて）
高校卒業後は、南NY大学付属病院に8年間留学した。その後帰国し、大和と再会する。
水上 葵 （みなかみ あおい）
大和の幼馴染で、大和に好意を寄せている人物の一人。作中でもお互いに波島、東京と頻繁に往来していた。
壇上 弥生 （だんじょう やよい）
大和の妹で、槙の妹である香耶とは親友。早瀬という交際相手がいる。
壇上 スミレ （だんじょう すみれ）
大和がペットにしているニワトリ。かなり太っているものの、空を飛び、人の言葉を理解できる。
可愛い女の子のみに懐くが、天城は例外。
天城 克彦 （あまぎ かつひこ）
最上病院の医師で、槙の兄的存在。
気さくな性格のため、患者や院長からも絶大な信頼を得ている。
槙に（女性としての）好意を持っていたが、槙はあくまで兄として天城に接しており、それを理解した天城は交際を諦め、兄として接することになる。
アメリカに医学研修している現在も由良と交際中。
最上 香耶 （もがみ かや）
槙の妹で弥生とは仲が良い。大和に好意を抱いていたようだが、物語の途中からはそうした感情を表に出す様子はない。順平というクラスメートにしつこく付きまとわれていたが、本人も満更でもない様子。現在は槙と同じ麻布学院に通っている。

### 四天王
麻布学院に在学するさまざまな分野のスペシャリストである4名。四天王と呼ばれ影の権力者として君臨している。
この4人の上に立つ中心的人物が最上槙。四天王と槙のターゲットになった者（特に男子生徒）は、悪質かつ陰湿な嫌がらせの末に退学へと追い込まれてしまう。大和も四天王の陰謀で退学の危機に直面した。
鈴谷 小梅 （すずや こうめ）
軽音部所属。インディーズの人気バンド「MYO・MYOーズ」のボーカル。大和に好意を寄せていたが、最終的には玉波に心変わりした。ただし連載当初は大和を最も嫌っていた人物。軽音部へ入部した大和に弦がすぐ切れるよう細工したギターを使わせ、即座に退部させるという陰険な行為をしている。熱しやすく冷めやすい性格で、恋愛対象が頻繁に移り変わる欠点を匂わせている。語尾に「みょ」を付けるのが口癖。また、猫のようなポーズをとる癖がある。卒業後は看護学校へ入学。
刀根 榛名 （とね はるな）
バスケ部に所属するスポーツ万能な女子生徒。活発で勝気な性格。
後輩である1年生の吾妻と交際している。卒業後は体育教師となるため、大学へ進学した。
橘 由良 （たちばな ゆら）
スタイル抜群でモデル事務所に所属。
ストーリー中盤以降は、脚光を浴び芸能活動もこなすようになったため、登校することがほとんどなくなった（一応水泳部所属）。天城とはのちに恋人関係となり、婚約にまで至った。
秋月 志乃（あきづき しの）
学院一の秀才で、弓道部に所属。
大和に好意を寄せていた一人でもあるが、連載当初は小梅と同様に大和を「生意気な奴」と敵視し、彼を学院から追放しようと槙とともに策をめぐらせた。卒業後、留学のためにニューヨークへ渡った。

### 麻布学院の生徒
玉波 洋二（たまなみ ようじ）
財閥の御曹司。家は裕福で別荘もある。
吉田 青葉 （よしだ あおば）
北海道から転入してきた生徒。スケートなどのウィンタースポーツは得意であるが、水泳など夏に催すスポーツが苦手。大和に好意を寄せている。卒業後は、短大に入学する。

### その他の登場人物
長門先生
大和と槙の過去を知る、数少ない人物。
東雲 彩香
麻布学院ボクシング部の顧問を務める保健教諭。
葉山 睦月
本作の重要な鍵を握る人物。幼いころ、青空教室で出会った槙と大和の3人でよく遊んでいた。
3人で遊んでいたときに火事が起こり、取り残した槙を助けようとして亡くなった。

## モデルの街
モデルとなる街は存在しないが、作中に登場する風景は背景カタログ（マール社から発売）がよく利用されている。また、作中に登場するドニーズというファミレスは、神奈川県本牧にあるハックドラッグ新本牧店（旧フォルクス）が建物のモデルとなって。